# Richard Stearns
Richard Edwin Stearns (Caldwell 5 de julho de 1936) é um informático estadunidense.
Foi laureado com o Prêmio Turing de 1993, juntamente com Juris Hartmanis, por pesquisas na área de complexidade computacional.
Graduado em matemática em 1958, no Carleton College, doutorado em matemática em 1961, pela Universidade Princeton. Trabalhou na General Electric, de junho de 1961 a setembro de 1978, e de setembro de 1978 a agosto de 2000 na Universidade do Estado de Nova Iorque em Albany. Em 1994 foi laureado „distinguished professor“, e aposentou-se em setembro de 2000.

## Obras
- Hartmanis, J., and Stearns, R. E. On the computational complexity of algorithms. Trans. Amer. Math. Soc. 117:285-306, 1965.
- Aumann, R., Maschler, M., Stearns, R.: „Repeated Games with Incomplete Information“, MIT Press, 1995.